# 가몬

일본 황실의 국화가몬

가몬(일본어: 家紋)이란 일본에서 예부터 스스로의 가계, 혈통, 집안·지위를 나타내기 위하여 이용해온 온 가문의 문장(紋章)을 말한다. 짧게는 몬(紋)이라고도 부른다. 일본에서만 현재 241종 5116몬 이상의 가몬이 있다고 알려져 있다.
영어권에서 사용하는 심볼이란 추상적인 도안을, 문장(일본어: coat of arms)은 시각적 도안을 가리키지만, 일본의 가몬은 영어로 나타낼 때는 투구장식이라는 의미로 "Family crest" "Crest"라고 한다. 이것은 유럽의 개인 문장인 Coat of arms의 구성요소 중 하나인(Crest)를, 그 개인이 속한 일족·가족이 공유하기 때문에 이와 유사하게 가문의 소속을 나타내는 일본의 가몬을 Crest라고 번역하고 있기 때문이다. 이것을 일본 고유의 개념으로 여겨 일본어 그대로 몬 또는 가몬이라 쓰기도 한다.
가몬은 고대로 내려오는 일본 고유 문화의 일종으로 흔히 겐페이토키쓰(源平藤橘)라고 부르는 겐지, 헤이시, 후지와라씨, 다치바나씨등 강력한 귀족들의 전성기 시대에 지방으로 옮겨 간 씨족의 일부가 같은 씨족의 다른 가문과 구별하기 위해 지역의 이름 등을 자신의 가명(家名)으로 정했다.이것이 나중의 성씨(名字)로 이어졌다. 가몬은 가문의 독자성을 나타내는 고유의 문장으로서 자신의 성씨를 시각화한 상징인 것이다.
그 후, 점차 무사 가문이나 구게(귀족계급)가 가몬을 사용하게 되면서 혈통과 원래의 귀속 세력을 기준으로 몇 가지 그룹으로 구별할 수 있게 되었다. 각각은 대표적인 가몬과 그 변형으로 구성된다. 그 밖에, 각지의 호족들이 각각 새롭게 창작한 가몬이 현대까지 전해지기도 한다.
특별한 문장이나 특별한 경우를 제외하고, 가몬을 여러 개 소유하는 것이 자유로웠기 때문에, 묘지나 가구, 또는 선박에까지 붙이는 관습이 퍼졌다. 그만큼 가몬이 일본인들의 생활에 친숙해졌다고 할 수 있다. 또한 칼, 투구, 갑옷 등의 무기에도 즐겨 사용되었다. 그러나 가몬의 사용에 제한이 없었다고는 하지만 다른 가문의 가몬을 권위 등을 높이기 위한 목적으로 멋대로 남용, 도용하여 그만큼 알력이나 마찰도 발생하게 되었다. 특히 영주 또는 쇼군 등 높은 지위에 있는 가문의 가몬의 경우는 문제가 심각할 수 있었다. 이 때문에 다른 가문의 가몬은 가능한 한 도용하지 않는 암묵의 룰이 생기게 되었다.

## 같이 보기
- 문장학
- 문장